# Domokos
Domokos (Grieks: Δομοκός) is sedert 2011 een fusiegemeente (dimos) in de Griekse bestuurlijke regio (periferia) Centraal-Griekenland.
De drie deelgemeenten (dimotiki enotita) van de fusiegemeente zijn:
- Domokos (Δομοκός)
- Thessaliotida (Θεσσαλιώτιδα)
- Xyniada (Ξυνιάδα)

## Geboren
- Giannis Gravanis (1958-2012), voetballer